# Hemimachairodus
Hemimachairodus – wymarły rodzaj ssaka drapieżnego z podrodziny machajrodonów (Machairodontinae) w obrębie rodziny kotowatych (Felidae). Gatunek typowy Hemimachairodus zwierzyckii był uprzednio zaliczany do rodzaju Homotherium.

## Etymologia
- Hemimachairodus: ἡμι- hēmi- „pół-, mały”, od ἡμισυς hēmisus „połowa”[2]; rodzaj Machairodus Kaup, 1833.
- zwierzyckii: prof. Józef Zwierzycki (1888–1961), polski geolog, badacz Archipelagu Malajskiego i Nowej Gwinei[3].